# 田老北インターチェンジ
田老北インターチェンジ（たろうきたインターチェンジ）は、岩手県宮古市にある三陸沿岸道路（宮古田老道路・田老岩泉道路）のインターチェンジである。宮古方面のみ出入り可能なハーフインターチェンジである。
三陸縦貫自動車道としては最北端で三陸北縦貫道路としては最南端のインターチェンジである。

## 歴史
- 2018年（平成30年）
  - 3月6日 : IC名称が「田老北IC」で正式決定[1]。
  - 3月21日 : 三陸自動車道・三陸北縦貫道路の田老真崎海岸IC - 岩泉龍泉洞IC間開通に伴い、供用開始[1][2]。

## 道路

### 本線
- E45 三陸沿岸道路（宮古田老道路/田老岩泉道路・53番）

### 接続する道路
- 直接接続
  - 宮古市道
- 間接接続
  - 国道45号（市道経由）

## 料金所
無料区間のため、設置されていない。

## 周辺
- グリーンピア三陸みやこ

## 形状
ランプウェイは片方向ダイヤモンド型。また、付近には上り線（釜石・仙台方面）に追越車線が設置されている。

## 隣
E45 三陸沿岸道路（宮古田老道路/田老岩泉道路）
(52) 田老真崎海岸IC - (53) 田老北IC - (54) 岩泉南IC
- 当ICから久慈方面は利用できない。